# Moise Kisling
Moise Kisling, născut Mojżesz Kisling (n. 22 ianuarie 1891, Cracovia – d. 29 aprilie 1953, Sanary-sur-Mer) a fost un pictor evreu polonez, naturalizat francez. 
Se mută la Paris în anul 1910 și capătă cetățenia franceză în anul 1915. După ce luptă în primul război mondial în Legiunea străină, Kisling emigrează în Statele Unite ale Americii în anul 1940, după căderea Franței și se întoarce în 1946.

## Copilăria și educația
Născut la Cracovia, Austro-Ungaria, studiază la Școala de Arte Frumoase din Cracovia. Profesorii săi l-au încurajat pe tânărul Moise să plece la Paris, unde era cel mai important centru artistic internațional din acea vreme.

## Carieră
Urmând sfaturile profesorilor săi de la Școala de Arte din Cracovia, în anul 1910, Kisling se mută la Paris în Montmartre, ca numai după câțiva ani în Montparnasse. El s-a alăturat unei comunități de emigranți formate din artiști din Europa de Est precum și britanici și americani. 
În momentul izbucnirii primului război mondial Moise Kisling s-a oferit voluntar în serviciul Legiunii Străine fanceze. Cu ocazia bătăliei de la Somme când a fost grav rănit, I se acordă cetățenia franceză. Kisling a lucrat și a trăit în Montparnasse unde s-a integrat ca parte a unei comunități artistice de renume. Pentru o perioadă scurtă a locuit în Bateau-Lavoir din Montmarte, iar în perioada 1911 – 1912, a petrecut aproape un an la Céret. În anul 1913 își ia un atelier în Montparnasse într-o clădire unde locuiau Jules Pascin și mai apoi Amedeo Modigliani. Aici va lucra pentru următorii 27 de ani, timp în care se împrietenește cu contemporanii săi, cum a fost Modigliani căruia îi face și un portret în anul 1916, portret aflat în colecția Muzeului de Artă Modernă din Paris. Tehnica sa peisagistică este apropiată de cea a lui Marc Chagall. Moise Kisling este un maestru în realizarea  corpului feminine, nudurile sale suprarealiste, ca și portretele fiind punctele sale forte în pictură.
O dată cu venirea celui de al doilea război mondial, Kisling se înrolează voluntar din nou, cu toate că avea vârsta de 49 de ani. Când armata franceză l-a trimis la vatră după capitularea în fața Germaniei, Kisling a plecat în Statele Unite ale Americii, în California, unde a trăit până în anul 1946. Fiind de origine evreiască, Kisling se temea pentru viața sa în condițiile unei Franțe ocupate de naziști, unde creșterea antisemitismului sub guvernul de la Vichy era o necesitate a ocupației germane.
Kisling s-a întors după război în Franța și a murit pe 29 aprilie 1953 în localitatea Sanary-sur-Mer, provincia Alpes- Côte d'Azur. O stradă rezidențială a orașului îi poartă numele.

## Picturi

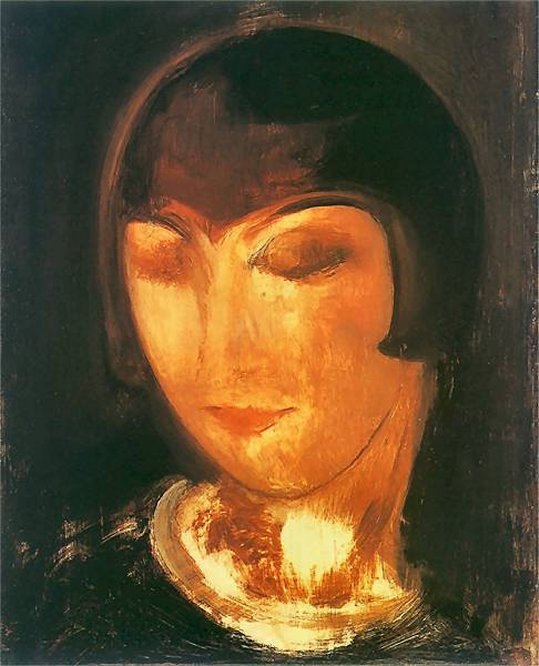
Kiki de Montparnasse, de Gustaw Gwozdecki (1880–1935)

Cea mai mare colecție de lucrări semnate de Moise Kisling, este deținută de Musée du Petit Palais, din Geneva, Elveția . Unele dintre picturile sale: 
- Kiki de Montparnasse
- O femeie în rochie neagră, Muzeul Național al Serbiei
- Portretul Madeleine Lebeau
- Femeie într-un șal
- Peisaj Sanary
- Femeie spaniolă
- Tânăra femeie blondă
- Nud de femeie
- Port de Tamaris
- Portretul unei tinere brune
- Bust
- Femeie într-un interior

## Galerie imagini

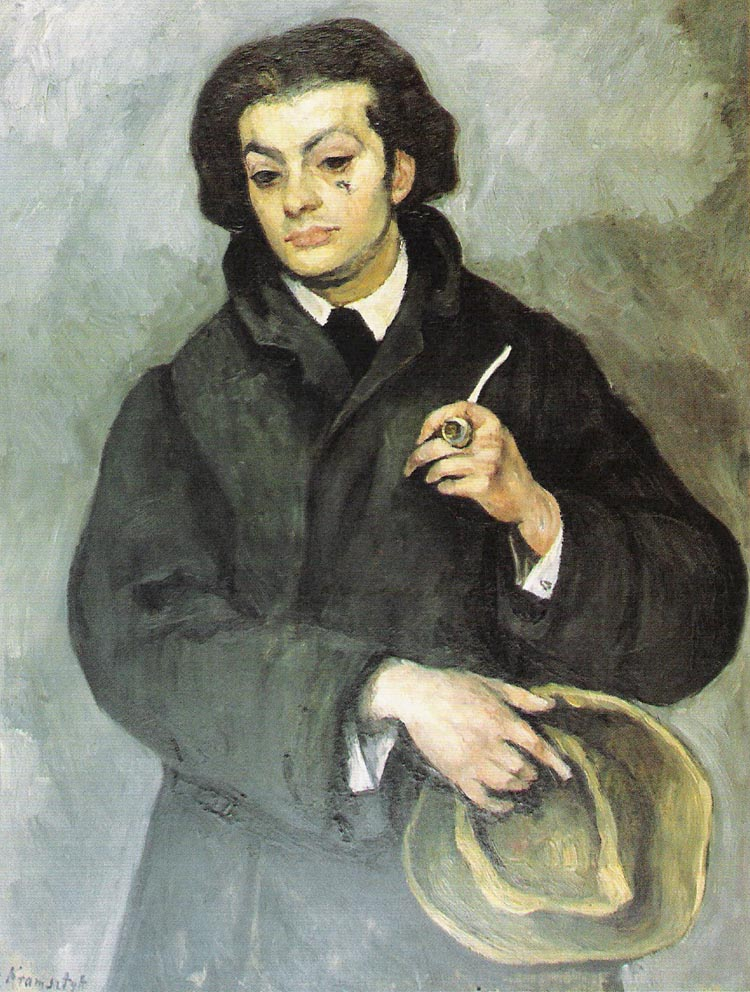
Portret, 1913
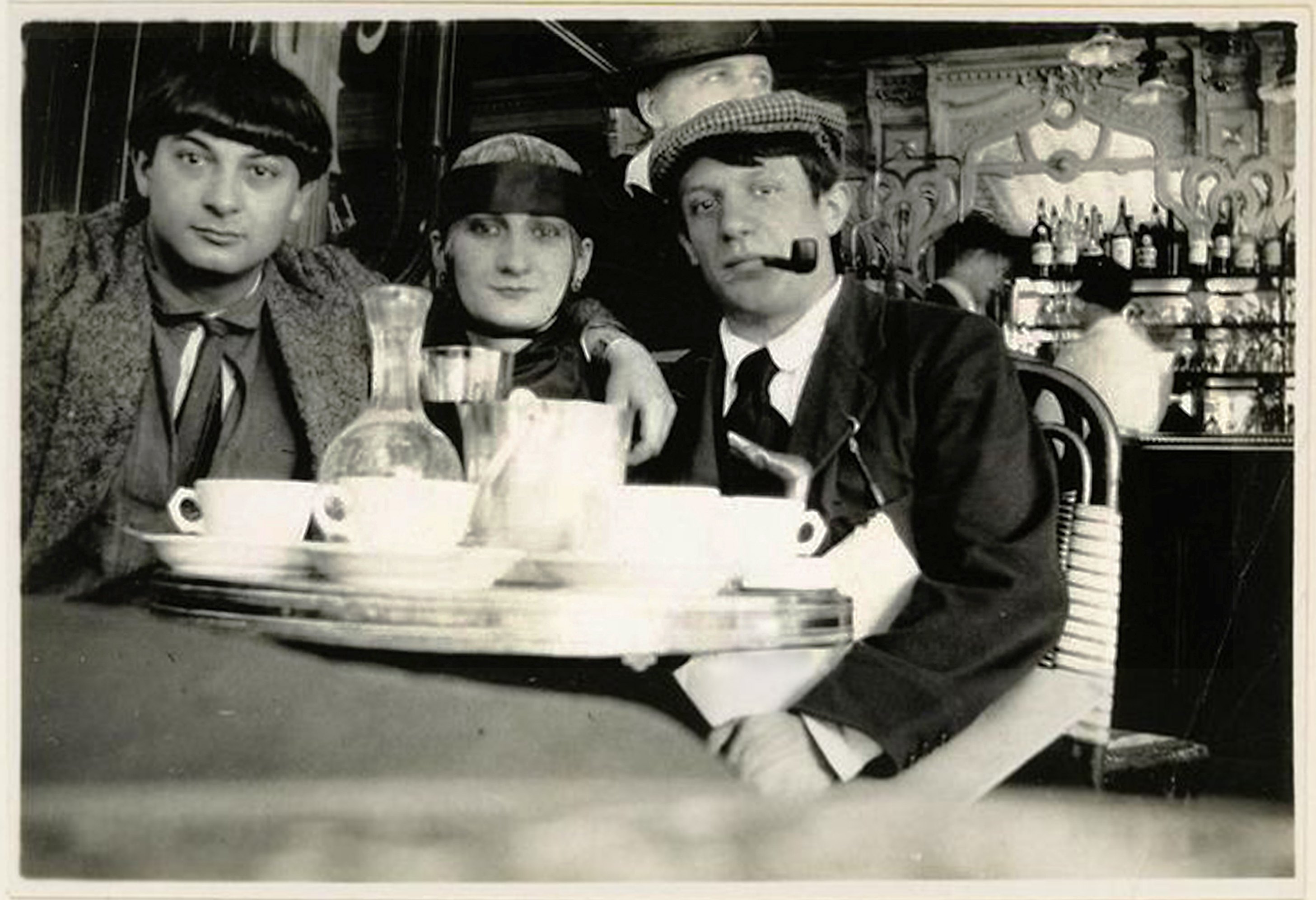
Pablo Picasso și Moise Kisling la Cafe de Rotonde, Paris, 1916
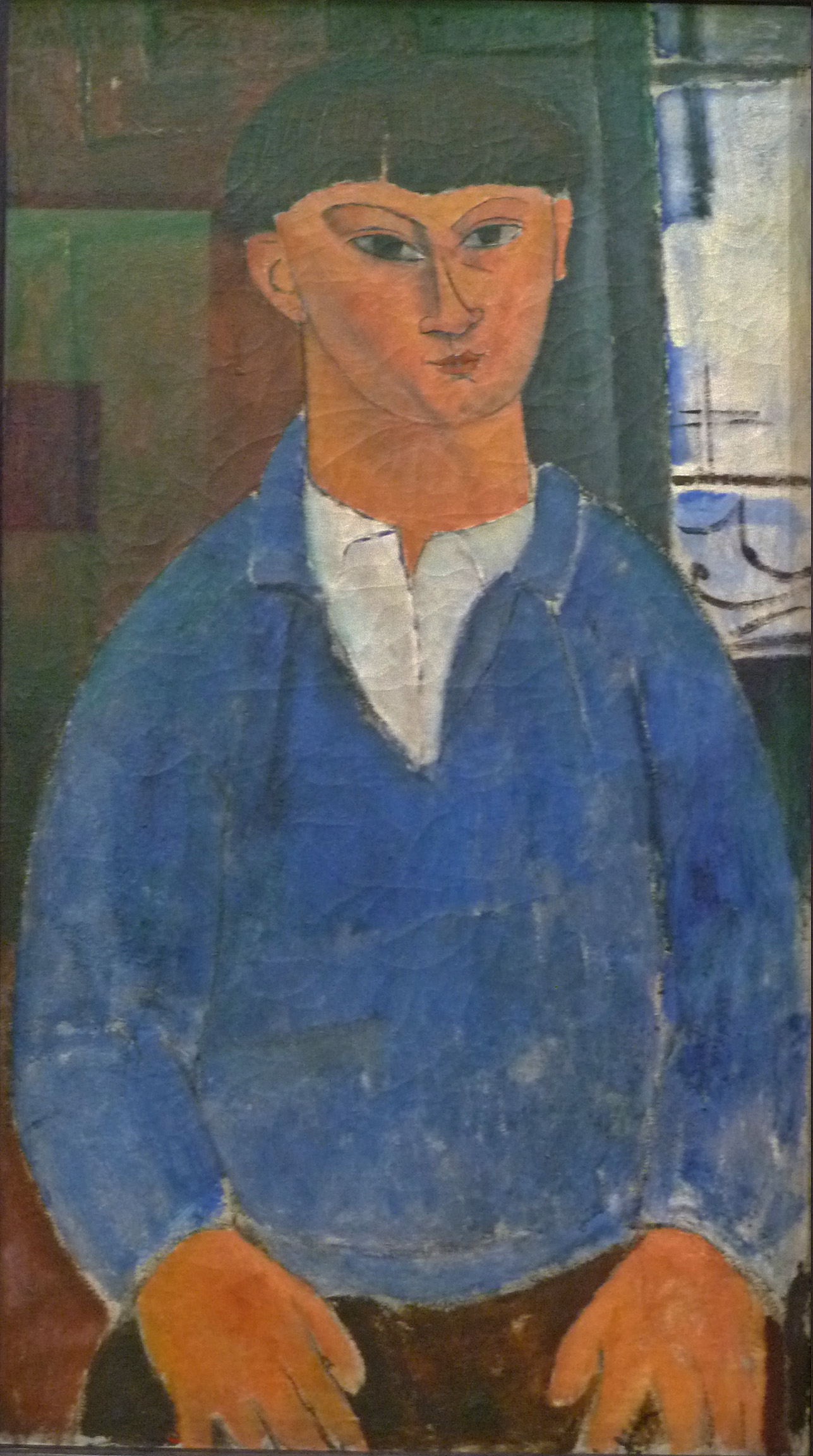
Amedeo Modigliani